# Game Pro
A Game Pro az Edge videojátékokkal foglalkozó magazin olasz kiadása.

## Története
2004-ben alapította a Future Media Italy; a Future Publishing egyik leányvállalata Videogiochi néven (magyarul: Videojátékok), majd később az újságot felvásárolta a Sprea Media Italy kiadó vállalat és átnevezte Game Pro-ra.

## Külső hivatkozások
- A Game Pro a Sprea Media Italy weboldalán (olaszul)